# Drapeau de Dallas

Drapeau de Dallas

Le drapeau de Dallas est le drapeau officiel de la ville américaine de Dallas (Texas, États-Unis).
Le conseil municipal de la ville adopta officiellement ce drapeau le 13 février 1967. 

## Description
La résolution qui accompagna l'offialisation du drapeau donna cette description:
| - En anglais : It is bisected horizontally by a thin white line (a fimbriation, approximately 1/27th of the flag's height) with a dark red top and a dark blue bottom. A large, white 5-pointed star (approximately 14/15ths of the flag's height) dominates the flag and contains the city seal in buff and black. - En français (traduit) : Il est divisé horizontalement par une mince ligne blanche (une fimbriation, approximativement 1/27e de la taille du drapeau) avec une partie supérieure rouge foncé et un bas bleu foncé. Une grande étoile blanche à 5 pointes domine le drapeau et contient le sceau de la ville. |